# 벅 오언스
벅 오언스(Buck Owens, 본명(本名)은 앨비스 에드거 오언스 주니어(Alvis Edgar Owens, Jr.), 1929년 8월 12일 ~ 2006년 3월 25일)는 미국의 컨트리 음악 싱어송라이터, 기타리스트, 피들 바이올리니스트, 음반 프로듀서, 편곡가, 밴드 리더, 영화배우, 방송MC, 영화 조연출가이다.

## 생애
가수이면서 기타리스트, 작사·작곡가이다. 텍사스주 셔먼에서 태어났다.
1963년의 <액트 내추럴리> 이후 10여곡의 톱 원 히트를 연타한 코스트 컨트리(서해안과 모던 컨트리)의 인기가수이다. 1945년 가수로 첫 데뷔하였다. 처음에는 인스트루멘털리스트로 출발하여 토미 콜린스의 전성기에 그의 밴드에서 인기 있는 기타리스트로서 <왓 유 고투 두 나우> 등 콜린스의 히트곡에서 숨은 공로자의 구실을 하였다. 가수로서 알려지게 된 것은 1959년의 <언더 유어 스펠 어게인>쯤부터이다.  모던한 감각과 약동적인 젊은 비트와 전통적인 컨트리 프레이즈를 아울러 지녔다는 점이 그의 특색이라 하겠으며 사람에 따라서는 모던한 스타일로만 받아들이는 경향도 있겠으나 그의 노래가 풍기는 농도 짙은 향토색을 무시할 수는 없다.  대표적인 노래로는 그의 스타일을 이룩한 <액트 내추럴리>(비틀스에서도 다루어진 곡), 그리고 이와 흡사한 느낌이 드는 <말괄량이 아가씨>와 같은 샤프한 창법과 모던한 리듬감을 즐길 수 있는 비트류의 것 외에 <투게더 어게인>(1964), <크라잉 타임>(1965)과 같은 발라드 종류의 것도 인상적이다.  특히 후자에서는 스위트하면서도 강한 설득력을 지닌 깊이가 있는 연창(演唱)이 과연 거물답다. 또한 오리지널 히트는 아니나 그의 흥미로운 개성을 잘 음미할 수 있는 곡으로는 <트럭 운전수의 노래>, <라스트 댄스는 내게>, <헬로 트러블> 등을 들 수 있다.  또한 인스트루멘털의 빅히트에 그의 훌륭한 아내역인 단 리치의 엘렉키를 내세운 <바카르>(1965-1966)가 있으며, 이는 리버플 사운드를 교묘하게 컨트리로 소화시킨 걸작이라 할 수 있겠으며, 리듬이 보사노바풍으로 되어 있다는 점도 흥미가 있다.
1969년 미국 영화 《From Nashville in music》의 단역으로 영화배우 데뷔하였으며 2000년 미국 영화 《South of heaven, west of hell》로 영화 조연출가 데뷔하였다.

## 유명세
미국의 전설적인 컨트리 음악 프로그램이었던 《Hee haw》의 MC로도 명망이 높은 그는 보통적으로 대한민국 국내에서는 《Under your spell again》이라는 노래 작품의 오리지널 원곡 가수로 널리 잘 알려져 있다.